# 54è Festival Internacional de Cinema de Canes
El 54è Festival Internacional de Cinema de Canes es va dur a terme del 14 al 25 de maig de 2001. L'actriu i directora noruega Liv Ullmann va ser la directora del Jurat. La Palma d'Or fou atorgada a la pel·lícula italiana La stanza del figlio de Nanni Moretti.
El festival va obrir amb Moulin Rouge!, dirigida per Baz Luhrmann i va tancar amb Les âmes fortes, dirigida per Raúl Ruiz. La secció Un Certain Regard va obrir amb 'R Xmas dirigida per Abel Ferrara i va tancar amb Le parole di mio padre dirigida per Francesca Comencini.

## Jurat

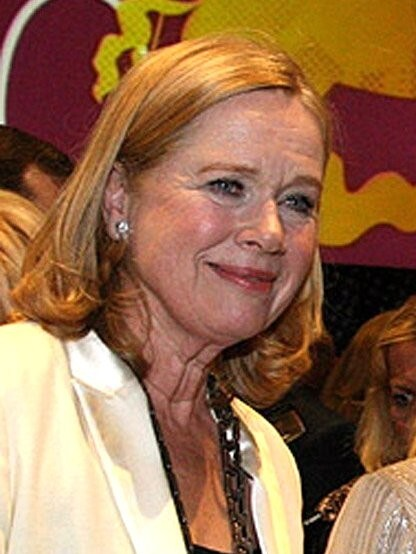
Liv Ullmann, Presidenta

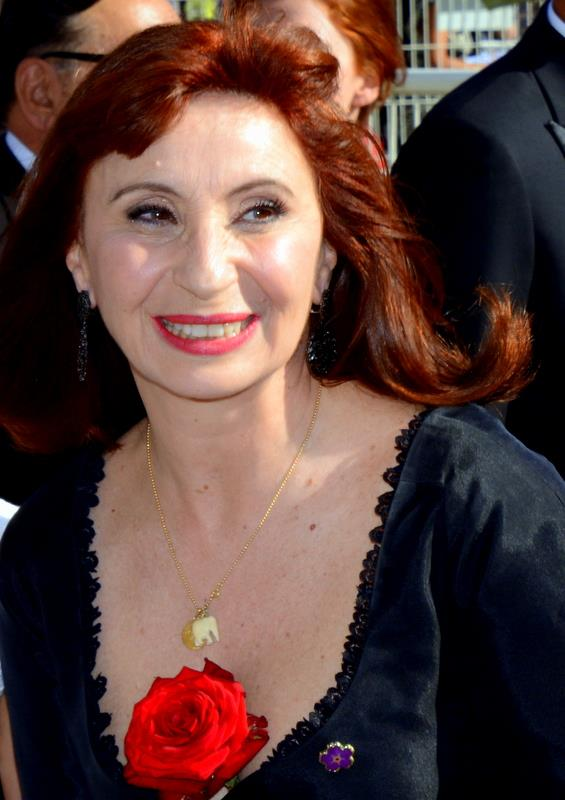
Ariane Ascaride, presidenta del jurat d'Un Certain Regard

### Competició principal
Les següents persones foren nomenades per formar part del jurat de la competició principal en l'edició de 2001:
- Liv Ullmann, (Noruega) President
- Mimmo Calopresti (Itàlia)
- Charlotte Gainsbourg (Regne Unit)
- Terry Gilliam (Estats Units)
- Mathieu Kassovitz (França)
- Sandrine Kiberlain (França)
- Philippe Labro (França)
- Julia Ormond (Regne Unit)
- Moufida Tlatli (Tunísia)
- Edward Yang (Taiwan)

### Un Certain Regard
Les següents persones foren nomenades per formar part del jurat de la secció Un Certain Regard de 2001:
- Ariane Ascaride (actriu) President
- Florence Malraux
- François-Guillaume Lorrain (crític)
- Thomas Sotinel (crític)
- Virginie Apiou (crític)

### Cinéfondation i curtmetratges
Les següents persones foren nomenades per formar part del jurat de la secció Cinéfondation i de la competició de curtmetratges:
- Erick Zonca (director) President
- Lynne Ramsay (director)
- Rithy Panh (director)
- Samira Makhmalbaf (directora)
- Valeria Bruni-Tedeschi (actriu)

### Càmera d'Or
Les següents persones foren nomenades per formar part del jurat de la Càmera d'Or de 2001:
- Maria de Medeiros (actriu, director) President
- Claire Simon (director)
- Dominique Le Rigoleur (fotògraf)
- Franck Garbaz (crític)
- Loïc Barbier (cinèfil)
- Sophie Denize (representant d'indústries tècniques)
- Stephano Della Casa (crític)

Els membres del jurat de la competició de la Secció Oficial de 2001
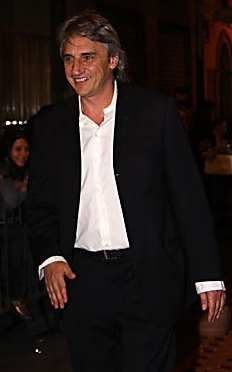
Mimmo Calopresti
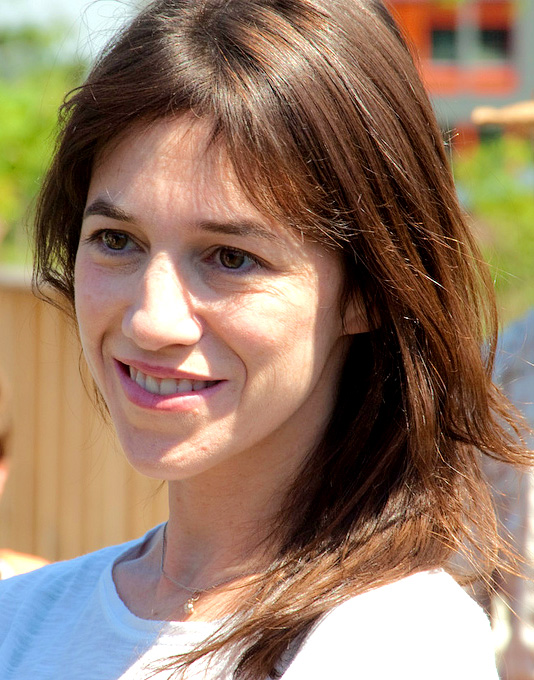
Charlotte Gainsbourg
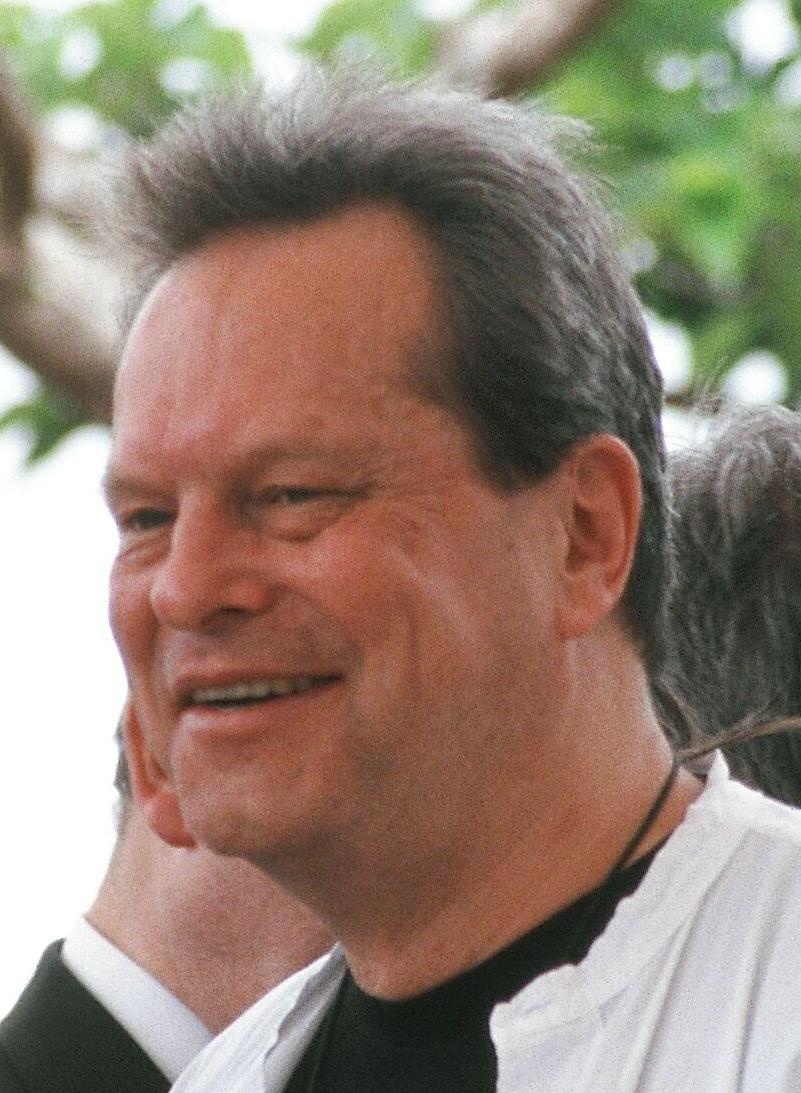
Terry Gilliam
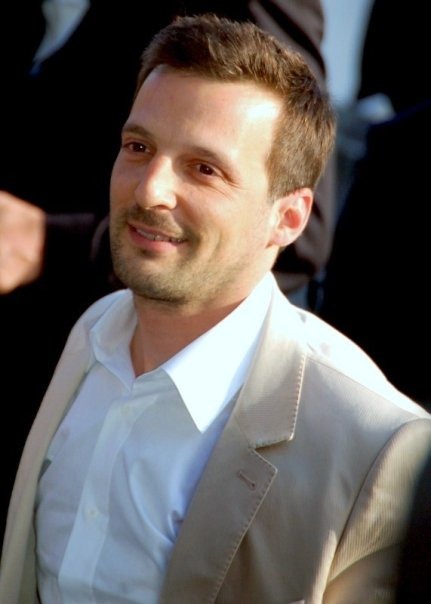
Mathieu Kassovitz
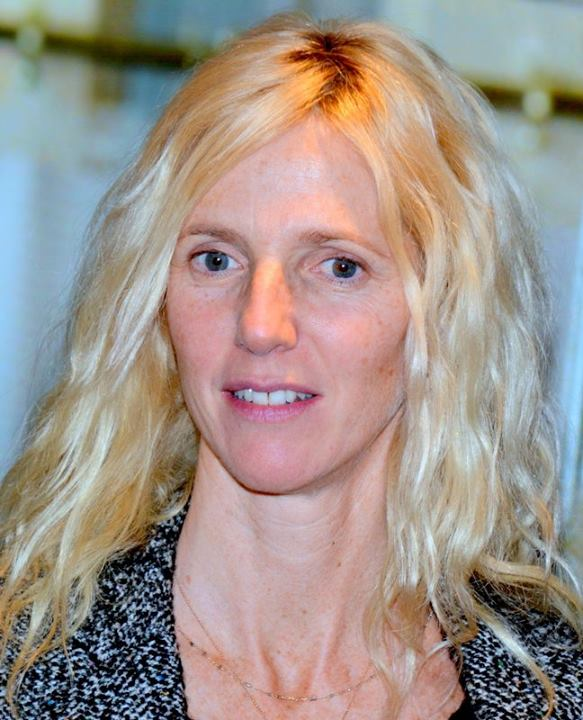
Sandrine Kiberlain
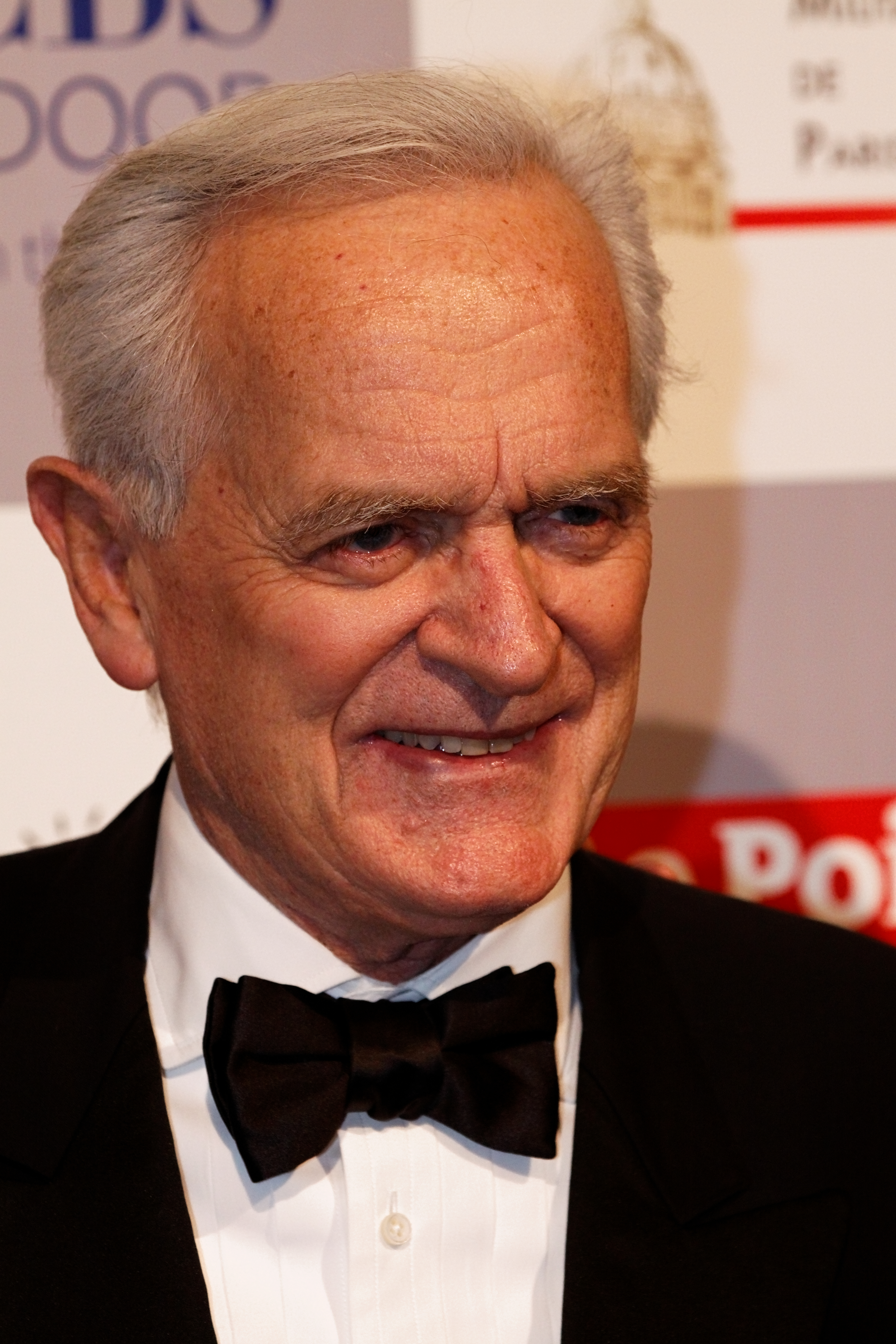
Philippe Labro
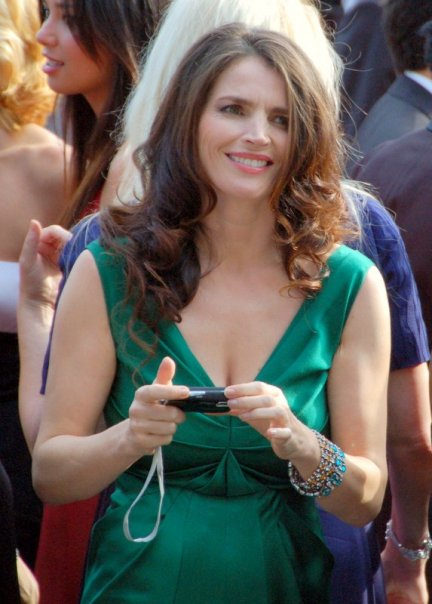
Julia Ormond

## Selecció oficial

### En competició – pel·lícules
Les següents pel·lícules competiren per la Palma d'Or:
- Tsuki no sabaku de Shinji Aoyama
- Distance de Hirokazu Koreeda
- Je rentre à la maison de Manoel de Oliveira
- Éloge de l'amour de Jean-Luc Godard
- Safar-e Ghandehar de Mohsen Makhmalbaf
- The Man Who Wasn't There de Joel Coen
- Millennium Mambo de Hou Hsiao-hsien
- Moulin Rouge! de Baz Luhrmann
- Mulholland Drive de David Lynch
- Ničija zemlja de Danis Tanović
- La chambre des officiers de François Dupeyron
- Pau i el seu germà de Marc Recha
- La Pianiste de Michael Haneke
- The Pledge de Sean Penn
- Il mestiere delle armi d'Ermanno Olmi
- La répétition de Catherine Corsini
- Roberto Succo de Cédric Kahn
- Shrek d'Andrew Adamson
- Telets d'Alexander Sokurov
- La stanza del figlio de Nanni Moretti
- Va savoir de Jacques Rivette
- Akai Hashi no Shita no Nurui Mizu de Shōhei Imamura
- Ni na bian ji dian de Tsai Ming-liang

### Un Certain Regard
Les següents pel·lícules foren seleccionades per competir a Un Certain Regard:
- The Anniversary Party de Jennifer Jason Leigh, Alan Cumming
- Atanarjuat: The Fast Runner de Zacharias Kunuk
- Amour d'enfance de Yves Caumon
- Carrément à l'Ouest de Jacques Doillon
- Maimil d'Aktan Abdykalykov
- Clément d'Emmanuelle Bercot
- Pattiyude Divasam de Murali Nair
- La libertad de Lisandro Alonso
- Ganhar a Vida de João Canijo
- H Story de Nobuhiro Suwa
- Hijack Stories de Oliver Schmitz
- Ty da ia da my s tobo de Alexandre Veledinsky
- Kairo de Kiyoshi Kurosawa
- Lan Yu de Stanley Kwan
- Hatouna Mehuheret de Dover Kosashvili
- Lovely Rita de Jessica Hausner
- Aruku, hito de Masahiro Kobayashi
- No Such Thing de Hal Hartley
- 'R Xmas de Abel Ferrara
- Jol de Darezhan Omirbaev
- Storytelling de Todd Solondz
- Fah talai jone de Wisit Sasanatieng
- Domani de Francesca Archibugi
- Le parole di mio padre de Francesca Comencini

### Pel·lícules fora de competició
Les següents pel·lícules foren seleccionades per ser projectades fora de competició:
- ABC Africa d'Abbas Kiarostami
- Apocalypse Now Redux de Francis Ford Coppola
- Avalon de Mamoru Oshii
- CQ de Roman Coppola
- Human Nature de Michel Gondry
- Il mio viaggio in Italia de Martin Scorsese
- Les âmes fortes de Raúl Ruiz
- Sobibór, 14 octobre 1943, 16 heures de Claude Lanzmann
- The Center of the World de Wayne Wang
- Trouble Every Day de Claire Denis

### Cinéfondation
Les següents pel·lícules foren seleccionades per ser projectades a la competició Cinéfondation:
- Antiromantika de Nariman Turebayev
- Bucarest - Vienne 8: 15 de Catalin Mitulescu
- Crow Stone d'Alicia Duffy
- Dai Bi de Chao Yang
- Fuldmane Vanvid d'Anders Worm
- I Can Fly To You But You... de Young-Nam Kim
- J'espère, J'attends d'Ewa Banaszkiewicz
- L'age Tendre d'Eric Forestier
- La Cire, Ça Fait Mal de Maya Dreifuss
- Le Jour Où Toshi Est Né de Hikaru Yoshikawa
- Les Yeux Devorants de Syllas Tzoumerkas
- Martin Quatre Ans de Ben Hackworth
- Monsieur William, Les Traces D'une Vie Possible de Denis Gaubert
- Portrait de Sergei Luchishin
- Premiere Experience De Mort d'Aida Begic
- Reparation de Jens Jonsson
- Svetlo de David Sukup
- Telecommande d'Ethan Tobman
- Un Veau Pleurait, La Nuit de John Shank
- Zero Deficit de Ruth Mader

### Curtmetratges en competició
Els següents curtmetratges competien per Palma d'Or al millor curtmetratge:
- Bean Cake de David Greenspan
- Chicken de Barry Dignam
- Bird in the Wire de Phillip Donnellon
- La Famille Sacree de Dong-Il Shin
- Daddy's Girl (pel·lícula de 2001) d'Irvine Allan
- The Reel Truth de Tim Hamilton
- Les petits oiseaux de Fred Louf
- Naturlige Briller de Jens Lien
- Music for One Apartment and Six Drummers de Johannes Stjärne Nilsson, Ola Simonsson
- Paulette de Louise-Marie Colon
- Pizza Passionata de Kari Juusonen

## Seccions paral·leles

### Setmana Internacional dels Crítics
Els següents llargmetratges van ser seleccionats per ser projectats per a la quarantena Setmana de la Crítica (40e Semaine de la Critique):
Pel·lícules en competició
- Zir-e Noor-e Maah de Seyyed Reza Mir-Karimi (Iran)
- Unloved de Kunitoshi Manda (Japó)
- Bolivia d'Adrián Caetano (Argentina)
- La Femme qui boit de Bernard Émond (Canadà)
- Le Pornographe de Bertrand Bonello (França/Canadà)
- Almost Blue d'Alex Infascelli (Itàlia)
- Efimeri poli de Giorgos Zafiris (Grècia)

Curtmetratges en competició
- Le Dos au mur de Bruno Collet (França)
- Eat de Bill Plympton (Estats Units)
- Staplerfahrer Klaus - Der erste Arbeitstag de Jörg Wagner, Stefan Prehn (Alemanya
- Field de Duane Hopkins (U.K.)
- L'Enfant de la haute mer de L. Gabrielli, P. Marteel, M. Renoux, M. Tourret (França)
- Biganeh va boumi d'Ali Mohammad Ghasem (Iran)
- Noche de Bodas de Carlos Cuarón (Mèxic)

Exhibicions especials
- La plage noire de Michel Piccoli (França) (pel·lícula d'apertura)
- Kes de Ken Loach (U.K.) (La séance du Parrain)
- Souffle de Muriel Coulin (França) (17 min.) (Prix de la Critique)
- Taivas Tiella de Johanna Vuoksenmaa (Finlàndia) (34 min.) (Prix de la Critique)
- Nuages: Lettres à mon fils de Marion Hänsel (Bèlgica) (pel·lícula de clausura)

### Quinzena dels directors
Les següents pel·lícules foren exhibides en la Quinzena dels directors de 2001 (Quinzaine des Réalizateurs):
- Big Bad Love d'Arliss Howard
- Bintou de Fanta Régina Nacro (31 min.)
- Boli shaonu de Lai Miu-suet
- Ce vieux rêve qui bouge de Alain Guiraudie (50 min.)
- Ceci est mon corps de Rodolphe Marconi
- Central de Dominique Gonzalez-Foerster (10 min.)
- Chelsea Walls d'Ethan Hawke
- Cyber Palestine d'Elia Suleiman (16 min.)
- Ecce homo de Mirjam Kubescha (50 min.)
- Fatma de Khaled Ghorbal
- Hautes Herbes de Mathieu Gérault (26 min.)
- HK de Xavier de Choudens (14 min.)
- Hush ! de Hashiguchi Ryosuke
- I nostri anni de Daniele Gaglianone
- Je t’aime John Wayne de Toby MacDonald (10 min.)
- Jeunesse dorée de Zaïda Ghorab-Volta
- Ānyáng de gūér de Wang Chao
- La Trace de Moloktchon de Louis Jammes
- 'La Traversée de Sébastien Lifshitz
- Le Système Zsygmondy de Luc Moullet (18 min.)
- Les Pleureuses de Jorane Castro (15 min.)
- Made in the USA de Cindy Babski, Sólveig Anspach
- Marfa si Banii de Cristi Puiu
- Martha… Martha de Sandrine Veysset
- Mesto na zemle d'Artur Aristakisjan
- Ming dai ahui zhu de Hsiao Ya-chuan
- On s'embrasse ? de Pierre Olivier (6 min.)
- Operai, contadini de Danièle Huillet, Jean-Marie Straub
- Pauline et Paulette de Lieven Debrauwer
- Queenie in Love d'Amos Kollek
- Rain de Christine Jeffs
- Riyo de Dominique Gonzalez-Foerster (10 min.)
- Shon de Julien Sallé (15 min.)
- Slogans de Gjergj Xhuvani
- The Deep End de David Siegel, Scott McGehee
- The Heart of the World de Guy Maddin (5 min.)

## Premis

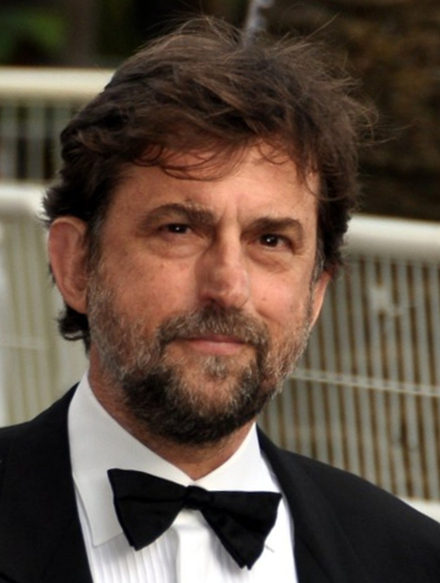
Nanni Moretti, guanyador de la Palma d'Or

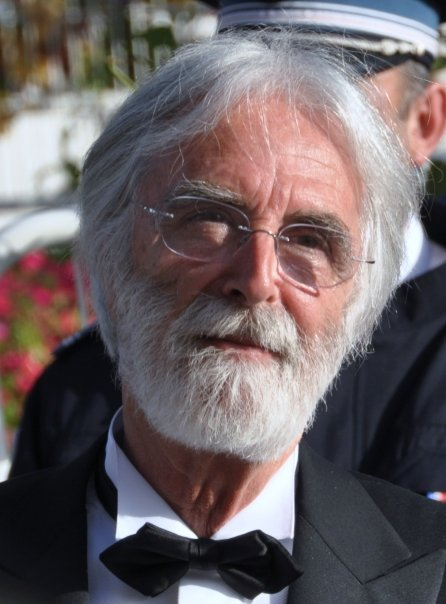
Michael Haneke, guanyador del Grand Prix

### Premis oficials
Els guardonats en les seccions oficials de 2001 foren:
- Palme d'Or: L'habitació del fill (La stanza del figlio) de Nanni Moretti
- Grand Prix: La pianista (La Pianiste) de Michael Haneke
- Millor director: 
  - David Lynch per Mulholland Drive
  - Joel Coen per The Man Who Wasn't There
- Millor guió: Ničija zemlja de Danis Tanović
- Millor actriu: Isabelle Huppert per La pianista
- Millor actor: Benoît Magimel per La pianista

Un Certain Regard
- Premi Un Certain Regard: Amour d'enfance de Yves Caumon

Cinéfondation
- Primer premi: Portrait de Sergei Luchishin
- Segon Premi: Reparation de Jens Jonsson
- Tercer premi: Dai Bi de Chao Yang & Crow Stone de Alicia Duffy

Càmera d'Or
- Caméra d'Or: Atanarjuat: The Fast Runner de Zacharias Kunuk

Curtmetratges
- Palma d'Or al millor curtmetratge: Bean Cake de David Greenspan
- Premi del Jurat al Curtmetratge: Daddy's Girl d'Irvine Allan i Pizza Passionata de Kari Juusonen.

### Premis independents
Premis FIPRESCI
- Martha... Martha de Sandrine Veysset (Quinzena dels directors)
- La stanza del figlio de Nanni Moretti (En competició)
- Le Pornographe de Bertrand Bonello (Setmana internacional de la crítica)
- Kôrei de Kiyoshi Kurosawa (Un Certain Regard)

Commission Supérieure Technique
- Gran Premi Tècnic: Tu Duu-Chih (departament de so) a What Time Is It There? i Millennium Mambo

Jurat Ecumènic
- Premi del Jurat Ecumènic: Safar-e Ghandehar de Mohsen Makhmalbaf
- Jurat Ecumènic - Menció especial: Pauline and Paulette de Lieven Debrauwer

Premi de la Joventut
- Pel·lícula francesa: Clément de Emmanuelle Bercot
- Pel·lícula estrangera: Slogans de Gjergj Xhuvani

Premis en el marc de la Setmana Internacional de la Crítica
- Grand Prix Primagaz: Zir-e noor-e maah de Seyyed Reza Mir-Karimi
- Premi Talent Futur : Unloved, de Kunitoshi Manda (Japó)
- Prix Grand Rail d'Or : Unloved, de Kunitoshi Manda (Japó)
- Prix Petit Rail d'Or : Le dos au mur, de Bruno Collet (França) - curtmetratge
- Premi Canal+: Eat de Bill Plympton
- Premi Joves Crítics – Millor curt: Le dos au mur de Bruno Collet
- Premi Joves Crítics – Millor pel·lícula: Bolivia de Adrián Caetano

Premis en el marc de la Quinzena dels Directors
- Premi Media 2001 de la Unió Europea: Une liaison pornographique, de Frédéric Fonteyne (Bèlgica)
- Premi SACD: On s'embrasse ? de Pierre Olivier (França)
- Premi Gras Savoye: HK de Xavier De Choudens
- Premi Kodak al curtmetratge: Bintou de Fanta Régina Nacro
- Premi Kodak a la pel·lícula - Menció especial Le système Zsygmondy de Luc Moullet

Association Prix François Chalais
- Premi François Chalais: Made in the USA de Sólveig Anspach[18]

## Mèdia
- INA: Les passes de l'apertura del festival de 2001 ((francès))
- INA: Llista de guanyadors del festival de 2001 ((francès))